# Jorge Torlasco

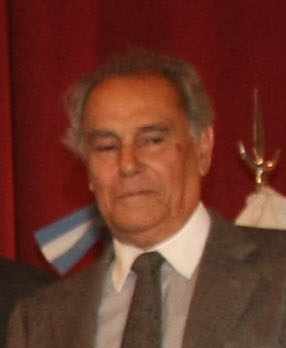
Jorge Edwin Torlasco.

Jorge Edwin Torlasco (n. el 20 de junio de 1935 en Buenos Aires y m. 3 de octubre de 2014 en Buenos Aires) fue un abogado y juez argentino que se destacó por haber integrado el tribunal que en 1985 condenó a los militares que gobernaron el país durante la dictadura llamada Proceso de Reorganización Nacional (1976-1983) en el llamado Juicio a las Juntas.

## Biografía
Realizó sus estudios secundarios en el Colegio Nacional Buenos Aires y los universitarios en la Facultad de Derecho de la Universidad de Buenos Aires. Se inició en la carrera judicial en 1959.
Se desempeñó como fiscal en Tierra del Fuego y juez federal penal en Santa Cruz y ciudad de Buenos Aires.
En 1983, aún durante la dictadura militar, siendo juez de instrucción declaró la inconstitucionalidad de la ley de autoamnistía dictada por la última junta de comandantes.
Entre 1984 y 1986 se desempeñó como juez de la Cámara Nacional de Apelaciones en lo Criminal y Correccional de la Capital Federal.
En ese carácter participó del histórico Juicio a las Juntas militares que se realizó en 1985, presidiendo el tribunal en la primera parte del mismo.
En 1986 renunció a su cargo cuando el presidente Alfonsín ordenó al fiscal general de las Fuerzas Armadas apresurar las causas pendientes a los militares.
En septiembre de 1987, ante la sanción de la Ley de Obediencia Debida declaró:

Argentina ha hecho la primera ley que deja impune la tortura.

Desde su renuncia como juez ejerció la abogacía en forma privada, junto a su socio León Arslanián, quien fuera su colega en la Cámara Federal.